# Carthage (Maine)
Carthage és una població dels Estats Units a l'estat de Maine (EUA). Segons el cens del 2000 tenia 520 habitants.

## Demografia
Segons el cens del 2000, Carthage tenia 520 habitants, 198 habitatges, i 144 famílies. La densitat de població era de 6,1 habitants per km².
Dels 198 habitatges en un 34,8% hi vivien nens de menys de 18 anys, en un 61,1% hi vivien parelles casades, en un 6,6% dones solteres, i en un 26,8% no eren unitats familiars. En el 19,7% dels habitatges hi vivien persones soles el 6,1% de les quals corresponia a persones de 65 anys o més que vivien soles. El nombre mitjà de persones vivint en cada habitatge era de 2,63 i el nombre mitjà de persones que vivien en cada família era de 2,97.
Per edats la població es repartia de la següent manera: un 26,9% tenia menys de 18 anys, un 4,8% entre 18 i 24, un 33,1% entre 25 i 44, un 23,1% de 45 a 60 i un 12,1% 65 anys o més.
L'edat mediana era de 36 anys. Per cada 100 dones de 18 o més anys hi havia 109,9 homes.
La renda mediana per habitatge era de 29.773 $ i la renda mediana per família de 32.917 $. Els homes tenien una renda mediana de 30.625 $ mentre que les dones 16.964 $. La renda per capita de la població era de 12.169 $. Entorn del 8,2% de les famílies i el 12,8% de la població estaven per davall del llindar de pobresa.